# Nové Povelice
Nové Povelice (deutsch Neu Paulowitz, auch Neu-Paulowitz) ist ein zum Ortsteil Horní Povelice (Ober Paulowitz) gehöriger Wohnplatz der Gemeinde Liptaň (Liebenthal) in Tschechien. Er liegt achteinhalb Kilometer nordöstlich von Město Albrechtice (Olbersdorf) und gehört zum Okres Bruntál.

## Geographie
Die sich nordöstlich an Horní Povelice anschließende Häuserzeile liegt linksseitig des Baches Povelický potok am Rande der Zlatohorská vrchovina (Zuckmanteler Bergland) in der Jindřichovská pahorkatina (Hennersdorfer Hügelland). Nordöstlich erhebt sich der Červený vrch (307 m. n.m.), im Osten der Na Pastvině (306 m. n.m.), südöstlich die Vršina (319 m. n.m.), im Süden der Helenin výhled (394 m. n.m.), westlich der Na Bučánském (359 m. n.m.) sowie im Nordwesten die Strážnice (Hutberg, 494 m. n.m.) und der Stráž (Wachberg, 420 m. n.m.). Östlich des Ortes verläuft die Schmalspurbahn Třemešná ve Slezsku–Osoblaha.
Nachbarorte sind Sádek (Zottig) und Nová Ves (Neudörfel) im Norden, Karlov (Karlsdorf), Dolní Povelice (Nieder Paulowitz) und Grundek (Grundeck) im Nordosten, Koberno (Kawarn) und Antonínov (Antonsberg) im Osten, Amalín (Amalienfeld) und Ves Rudoltice (Dorf Roßwald) im Südosten, Nový Les (Neuwald) im Süden, Horní Povelice im Südwesten, Liptaň im Westen sowie Pitárné (Pittarn) und Dívčí Hrad (Maidelberg) im Nordwesten.

## Geschichte
Die Kolonie wurde 1784 durch den Grundherrn Isidor von Jokay auf parzellierten Fluren eines zum bischöflichen Lehngut Ober Paulowitz gehörigen Meierhofes angelegt. Ab 1795 führte sie den Namen Neu Paulowitz. Emanuel von Jokay, der das Gut Ober Paulowitz 1798 geerbt hatte, veräußerte es 1808 an den Besitzer der Herrschaft Roßwald, Carl Czeike von Badenfeld, der es seiner Herrschaft zuschlug.
Im Jahre 1835 bestand die Kolonie Neu Paulowitz aus zehn Häusern mit 54 deutschsprachigen und katholischen Einwohnern, die hauptsächlich vom Tagelohn lebten. Pfarr- und Schulort war seit jeher Liebenthal. Die Ansiedlung war Teil der großen mährischen Enklave Hotzenplotz. Bis zur Mitte des 19. Jahrhunderts gehörte Neu Paulowitz zur Lehnsherrschaft Roßwald.
Nach der Aufhebung der Patrimonialherrschaften bildete Neu Paulowitz / Nové Pavlovice ab 1849 einen Ortsteil der Gemeinde Ober Paulowitz im Gerichtsbezirk Hotzenplotz. Ab 1869 gehörte Neu Paulowitz zum Bezirk Jägerndorf. Zu dieser Zeit hatte die Kolonie 60 Einwohner und bestand aus zehn Häusern. Seit 1871 wurde Nové Povelice als tschechischer Ortsname verwendet. 1898 nahm die Lokalbahn Röwersdorf–Hotzenplotz den Verkehr auf; die Bahnstation Paulowitz wurde 500 m nordöstlich der Kolonie angelegt. Im Jahre 1900 lebten in Neu Paulowitz 57 Personen, 1910 waren es 50. Nach dem Ende des Ersten Weltkrieges 1918 wurde Neu Paulowitz Teil der neugegründeten Tschechoslowakei. Beim Zensus von 1921 lebten in den 10 Häusern von Neu-Paulowitz 47 Personen, davon 46 Deutsche. Im Jahre 1930 bestand Neu Paulowitz aus 10 Häusern und hatte 57 Einwohner. Nach dem Münchner Abkommen wurde die Kolonie im Herbst 1938 dem Deutschen Reich zugesprochen und gehörte bis 1945 zum Landkreis Jägerndorf. Nach dem Ende des Zweiten Weltkrieges wurde Nové Povelice 1945 wieder Teil der Tschechoslowakei. Die deutschsprachige Bevölkerung wurde 1946 fast vollständig vertrieben. Im Jahre 1950 lebten in den neun Häusern von Nové Povelice 34 Personen. Nové Povelice erlosch 1960 als Ortsteil und wurde mit Horní Povelice fusioniert. Im Jahre 1961 wurde die Kolonie zusammen mit Horní Povelice in den Okres Bruntál umgegliedert. 1976 erfolgte die Eingemeindung nach Liptaň. Das verfallene Stationsgebäude der Schmalspurbahn wurde 2014 abgebrochen und durch eine hölzerne Schutzhütte ersetzt.

## Ortsgliederung
Nové Povelice gehört zum Ortsteil Horní Povelice und auch ist Teil des gleichnamigen Katastralbezirks.

## Sehenswürdigkeiten
- Gedenkstein für die Gefallenen des Ersten Weltkrieges, westlich des Ortes an der Straße nach Liptaň
- Steinernes Wegkreuz an der Straßengabelung nach Dívčí Hrad und Dolní Povelice
- Steinernes Wegkreuz an der Straße Dolní Povelice bei der Bahnstation Horní Povelice